# WSV Königssee
Der WSV Königssee ist ein Wintersportverein aus Schönau am Königssee. Im Verein kann man die Sportarten Rennrodeln, Skeleton, Bobsport, Eisstockschießen, Snowboard und Ski Alpin betreiben.
Der WSV Königssee wurde im Dezember 1951 von einer Gruppe sportbegeisterter Männer gegründet. Aktuell (Stand November 2007) hat der Verein mehr als 950 Mitglieder, darunter mehr als 320 Kinder und Jugendliche. Der WSV ist einer der erfolgreichsten Wintersportvereine der Welt. Aus seinen Reihen kamen und kommen Olympiasieger, Weltmeister, Europameister, Weltcupsieger und deutsche Meister. Der Verein hat bereits mehrere Großveranstaltungen (10 Welt-, 8 Europa- und bald 50 andere Veranstaltungen wie Deutsche Meisterschaften und  Weltcuprennen) organisiert.
Zu den erfolgreichsten und bekanntesten Sportlern des Vereins zählen im Bobsport Susi Erdmann, Rudi Lochner und Markus Zimmermann, Sepp Dosthaler und Mike Sehr, Georg Heibl und Fritz Ohlwärter, Jakob Resch und Walter Barfuß, Christian Schebitz, Peter Hell, Nicole Herschmann, Benjamin Mielke, Andreas Udvari und Karl Angerer, im Rennrodelsport Barbara Niedernhuber, Gabi Bender, Margit Paar, Robert Fegg, Patric Leitner, Sepp Lenz, Gerhard Böhmer, Stefan Hölzlwimmer, Constanze Zeitz und Tobias Arlt. Zu den erfolgreichen Sportlern im Alpinski-Bereich gehören Peter Roth, Steffi Luckmeier, Jendrek Stanek, Ellen Hild und Klaus Brandner, der Skeletonbereich wird oder wurde durch Willi Schneider, Florian Grassl, Steffi Hanzlik, Mirsad Halilovic, Thomas Platzer und Kerstin Jürgens erfolgreich repräsentiert.